# Бонхёффер, Дитрих
Дитрих Бо́нхёффер (нем. Dietrich Bonhoeffer; 4 февраля 1906[…], Бреслау, Пруссия, Германская империя — 9 апреля 1945, Флоссенбюрг, Бавария, Нацистская Германия) — немецкий лютеранский теолог, пастор, участник антинацистского заговора и один из создателей Исповедующей церкви. В истории стал одним из самых известных мучеников XX века.
Как теолог, развивал идею «нерелигиозного христианства», которое стремится к нерелигиозному толкованию Библии, церковной традиции и богослужения. В связи с этим, полагал, что церковь и христиане должны не только проповедовать миру благую Весть, но и отвечать на потребности и вызовы общества.
Сын психиатра Карла Бонхёффера.

## Биография

### Семья, окружение и образование
Родился в протестантской семье врача-невролога и психиатра Карла Бонхёффера и Паулы фон Хазе. Будущие родители Дитриха познакомились зимой 1896 года, а 5 марта 1898 года поженились, когда Карлу было 30, а Пауле — 22.
Дитрих был шестым из восьми детей. Из его братьев Карл Фридрих (род. 1899) стал известным химиком, Вальтер (род. 1901) погиб на Первой мировой войне, а юрист Клаус был казнён за связь с участниками заговора против Гитлера 20 июля 1944 года, а также у Дитриха были две сестры Урсула (род. 1902) и Кристина (род. 1903), также, у Дитриха была сестра-близнец Сабина (род. 1906), а последней родилась Сюзанна (1909).
Дитрих окончил гимназию (1923), изучал теологию в университетах Тюбингена (1923—1924) и Берлина (1924—1927), где познакомился с доминирующей на тот момент в академических семинариях либеральной протестантской теологией, стал учеником либеральных богословов Адольфа фон Гарнака (которого высоко ценил и уважал, хотя и не принимал большинство его взглядов, а в июне 1930 года присутствовал на его похоронах, где провозгласил траурную речь) и Рейнгольда Зееберга (под руководством которого защищал впоследствии докторскую работу).
Значительное влияние на его взгляды оказал теолог Карл Барт, который тогда был профессором Гёттингенского университета, особенно повлияло на Дитриха прочтение его книги «Послание к римлянам». Позднее, между Бартом и Бонхёффером образуются дружеские отношения. Они впервые встретились вживую в 1931 году и долго дискусировали о теологии и духовной жизни, тогда 25-летний Бонхёффер задал вопросы 45-летнему Барту, которые долго его волновали. Позднее, Дитрих писал, что «Разговор с ним [Бартом] оказался даже интереснее его книг и лекций».
В 1927 году защитил дипломную работу, посвящённую философскому и догматическому исследованию фундаментальных категорий церковной социологии (лат. Sanctorum communio). Доктор теологии (1929; тема диссертации: «Акт и бытие. Трансцендентальная философия и онтология в систематической теологии»).

### Пасторская деятельность
В 1928—1929 — помощник пастора в немецкой евангелической общине в Барселоне (Испания). Перед отправкой в Барселону, Дитрих записал в свой дневник:
Решение принято — другое дело, удастся ли оправдать его задним числом. Так вышло и с этой поездкой.
Он был приставлен к пастору немецкой церкви в Барселоне Фридриху Олбрехту. Бонхёффер часто читал проповедь в церкви, где содрогал паству оригинальным подходом и интеллектуальным багажом, цитировал Платона, Гегеля, Канта и Августина, а в первой же проповеди говорил на тему различия между верой, рождённой из наших личных моральных усилий и верой, дарованной Божьей благодатью.
В 1930 году наставник Дитриха Макс Дистель порекомендовал ему уехать на год в Америку, чтобы набраться практики и ходить на лекции по теологии. Поначалу, Дитрих не воспринял это предложение, но, позднее ему предложили заниматься в Нью-Йоркской объединённой теологической семинарии.

В 1930—1931 годах стажировался в семинарии Нью-Йорка. Бонхёффера глубоко поразил сам Нью-Йорк, особенно Манхэттен. Он даже начал учить английский язык. В США Бонхёффер сдружился с афро-американцами, и по этому поводу даже писал:
Я хочу ознакомиться с ролью Церкви на Юге, которая, судя по всему, всё ещё достаточно значительна, и хочу лучше понять положение негров …
И мне действительно кажется, что здесь началось существенное движение и что негры дадут белым существенно больше, чем только свои народные песни.
Затем стал пастором в берлинской Ционскирхе и преподавателем систематической теологии в Берлинском университете.
В октябре 1932 года Бонхёффер провозгласил большую речь в одной с церквей Берлина на День Реформации в честь памяти Лютера и культурному наследию Реформации, где заявил, что Протестантские церкви Германии ждут большие вызовы. Все понимали, что проповедник говорит о выборах, которые должны были пройти через месяц, а большой популярностью тогда пользовалась партия НСДАП. Вероятно, в тот день на службе находился рейхспрезидент Германии Пауль фон Гинденбург, который был прихожанином именно этой церкви.

30 января 1933 года, ровно в полдень Адольф Гитлер официально вступил на пост рейхсканцлера. Бонхёффер позднее вспоминал о своих впечатлениях о приходе Гитлера к власти:
С самого начала мы восприняли победу национал-социалистов в 1933 году и назначение Гитлера рейхсканцлером как несчастье. В этом была согласна вся семья. Лично я не любил Гитлера и не доверял ему из-за его демагогических пропагандистских речей … его привычки разъезжать по стране с кнутом в руках, из-за его выбора помощников — мы, жители Берлина, были лучше осведомлены об их характере, чем жители провинции, — и, наконец, я слышал от коллег о его психопатических симптомах. 
В 1933 году протестовал против расовой политики нацистов и участвовал вместе с пастором Мартином Нимёллером в создании Исповедующей Церкви, которая выступала против попыток НСДАП подчинить себе лютеранскую церковь посредством создания пронацистской «Евангелической церкви германской нации».
Поначалу, «немецкие христиане» были достаточно осторожные, как на церковной лютеранской конференции в апреле 1933 года, но, позднее, они сами начали требовать объединения немецких церквей в качестве «Рейхсцеркви». Таким образом, централизованная структура наибольшей церковной организации (лютеране) стала отходить под влияние Гитлера и нацистов.

Относительно политики Холокоста, Бонхёффер был одним из наиболее осведомлённых людей и придерживался полного национального, этнического и культурного равенства. Он писал: 
Вопрос сегодня заключается отнюдь не в том, могут ли немецкие члены нашей общины и далее терпеть церковное обращение с евреями. Обязанность христианской проповеди — сказать: вот Церковь, где еврей и немец оба предстоят Слову Божьему, и этим доказывается, осталась ли Церковь Церковью или же перестала ею быть. 
Несмотря на то, что Гитлер считал христианство бессмыслицей и устаревшей мистикой, отсутствием в этой религии личной политической выгоды для него, он не давал и намёка, на то, что способен выступить против Церкви. В 1922 году «фюрер» назвал Иисуса «величайшим арийским героем», при этом пытался соединить классическое уникальное искупительное значение Иисуса как Христа и символа его как сверхчеловека-арийца и его жертвы как надругательства евреев.
С конца 1933 по 1935 год жил в Англии. В начале лета 1933 года Бонхёффер получил приглашение от Теодора Геккеля возглавить немецкоязычную церковь в Лондоне. 23 июля Дитрих отправился в путь, и 30 июля уже читал проповедь в Соборе Святого Павла, в столице Великобритании.
В этот сложный для теолога период он читал библейскую книгу пророка Иеремии. Она его поражала и заставляла задумываться, как писал Дитрих: «Иеремия не стремился стать пророком. Когда Господь внезапно призвал его, он спрятался, он противился, он пытался ускользнуть». Эти размышления побудили написать и озвучить проповедь, которую он озвучил в Лондоне 21 января 1934 года. Он нарисовал страшную картину: призвание Иеремии через суровые тона, драма, Бог гнался за Иеремией, и тому некуда было деться. Бонхёффер считал, что эта история для него лично раскрывает его личное будущее и призвание, которое неизбежно, ввиду его миссии, пути, которого он сам выбрал, на который ему указал Бог.
В 1935 году вернулся в Нацистскую Германию, стал организатором и руководителем семинарии Исповедующей церкви. В 1936 году ему было запрещено преподавать, затем ему также запретили публичные выступления и публикации. В 1937 году была закрыта созданная им семинария.

### Служба в абвере
С 1938 года был связан с участниками антинацистского заговора — сотрудниками абвера, наиболее активным из которых был Ханс Остер. В начале 1939 года, чтобы не попасть под учёт мобилизации, когда Гитлер готовился полностью уничтожить Чехословакию как государство, посетил Лондон, а затем Нью-Йорк, где ему было предложено заняться преподавательской деятельностью. Однако, несмотря на начало Второй мировой войны, отклонил это предложение и вернулся на родину. Так мотивировал свою позицию, когда писал письмо бывшему наставнику Рейнгольду Нибуру в июле 1939 года: 

Я должен пережить этот сложный период нашей национальной истории вместе с христианами в Германии. У меня не будет права участвовать в возрождении христианской жизни после войны, если я не разделю с моим народом испытания этого времени.

Вернувшись в Германию, Дитрих начал осмыслять новую ситуацию, через несколько недель Германия напала на Польшу, вскоре началась Вторая Мировая война. Бонхёффер, получив ранее годичную отсрочку и имея хорошие отношения с местными властями, думал над должностью военного капеллана. Его мать Паула обсуждала такую возможность со своим кузеном Паулем фон Хазе, который подал соответствующее прошение, но они получили отказ, аргументируя тем, что капелланов назначали только из числа уже находившихся на службе.
3 сентября на фронте Польской кампании погиб один из братьев Дитриха Теодор Бонхёффер. Дитрих и семья получили известия о случившимся только 20 сентября и он писал, что глубоко сожалеет, что такого духовного человека как Теодор больше нет с нами.

Муж его сестры Ганс фон Донаньи, участник заговора, в 1941 «завербовал» Бонхёффера в качестве агента абвера, чтобы обеспечить ему возможность поездок за рубеж. В 1942 году Бонхёффер по линии абвера выезжал в Швецию; во время этой миссии передал мирные предложения участников антинацистского Сопротивления, адресованные представителям Великобритании и США. Одновременно продолжал заниматься теологическими исследованиями, работал над книгой «Этика», в которой утверждал, что христианин имеет право участвовать в политическом сопротивлении диктатуре. По его мнению, совершённые во время этой борьбы действия (ложь, убийство и тому подобные), несмотря на высокие мотивы участников Сопротивления, остаются грехами, которые, однако, могут быть прощены Христом. Считал, что: 

Попытка убрать Гитлера, даже если бы это означало убийство тирана, была бы по сути делом религиозного послушания; новые методы угнетения со стороны нацистов оправдывают новые способы неповиновения… Если мы утверждаем, что мы христиане, нечего рассуждать о целесообразности. Гитлер — это Антихрист.

Используя свою работу в абвере, помог некоторым евреям бежать в Швейцарию.
Бонхёффер не боялся публично доказывать, в том числе, в своей книге «Этика», что христианство не может уйти от еврейских корней Библии — Старого завета, и все события и истины там одобрены Иисусом, который и сам как человек, по одной со своих природ, был евреем.
В мае-июне 1942 году Бонхёффер как член абвера выезжал в Швецию под прикрытием, где встретился с неким епископом Беллом, антинацистом, который обдумывал заговор против Гитлера. Белл работал на Британию и лично докладывал Черчиллю о положение дел в нейтральной Швеции, доставая нужную информацию с оккупированных стран и самой Германии. Его встреча и разговоры с Бонхёффером укрепила решимость ходатайствовать за немецкое Сопротивление. Белл писал британскому министру иностранных дел Энтони Идену, что часть протестантов и католиков готовы поддержать Сопротивление, сославшись на слова двоих пастырей, один из которых — его близкий друг.

### Заключение
13 января 1943 года Бонхёффер обручился с Марией фон Ведемайер, внучкой его близкого друга и студентки семинарии Финкенвальде Рут фон Клейст Рецов. Рут вела кампанию по организации этого брака в течение нескольких лет, хотя до конца октября 1942 года Бонхёффер оставался неохотным женихом, несмотря на то, что Рут была частью его ближайшего круга. Между Бонхёффером и Марией была большая разница в возрасте: ему было 36, а ей 18. Бонхёффер впервые встретил свою будущую невесту Марию, когда она была его ученицей перед конфирмацией в одиннадцать лет.
Они также почти не проводили время вместе до помолвки и не видели друг друга между обручением и арестом Бонхёффера 5 апреля. Однако, когда он оказался в тюрьме, статус Марии как невесты стал бесценным, поскольку это означало, что она могла навещать Бонхёффера и переписываться с ним. В то время как их отношения были непростыми, она передавала ему еду и письма.
В апреле 1943 был арестован, обвинён в «подрыве вооружённых сил» и помещён в тюрьму Тегель. В заключении работал над записками, составившими опубликованную посмертно в 1951 книгу «Сопротивление и покорность».
Бонхёффер находился в тюрьме Тегель в ожидании суда в течение полутора лет. Там он продолжал религиозную деятельность среди своих сокамерников и охранников. Сочувствующие охранники помогали переправлять его письма из тюрьмы Эберхарду Бетге и другим, и эти письма без цензуры были посмертно опубликованы в «Письмах и бумагах из тюрьмы» (англ. Letters and Papers from Prison). Один из этих охранников, капрал по имени Кноблох, даже предложил помочь ему сбежать из тюрьмы и «исчезнуть» вместе с ним, и разработал для этого план. Но Бонхёффер отказался от этого, опасаясь возмездия нацистов своей семье, особенно своему брату Клаусу и зятю Гансу фон Донаньи, которые также находились в тюрьме.
После неудачи покушения на Гитлера 20 июля 1944 года и обнаружения в сентябре 1944 года секретных документов Абвера, касающихся заговора, Бонхёффера обвинили в связях с заговорщиками. Его перевели из военной тюрьмы Тегель в Берлине, где он находился в течение 18 месяцев, в подвал домашней тюрьмы Главного управления имперской безопасности, тюрьмы строгого режима гестапо. В феврале 1945 года его тайно перевели в концлагерь Бухенвальд и, наконец, в концлагерь Флоссенбюрг.
В этот период он смог сохранить несколько любимых книг — Библию, труды Гёте и Плутарха. В тюрьмах и лагерях сохранял присутствие духа и мужество, не только размышлял над богословскими вопросами, но и писал стихи. 8 апреля провёл последнее в своей жизни богослужение.
4 апреля 1945 года были обнаружены дневники адмирала Вильгельма Канариса, главы Абвера, и, прочитав их, Гитлер в ярости приказал уничтожить заговорщиков.

### Казнь
Бонхёффер был приговорён к смерти 8 апреля 1945 года судьёй СС Отто Торбеком в военном трибунале без свидетелей, протоколов судебных заседаний или защиты в концентрационном лагере Флоссенбюрг. Его казнили через повешение на рассвете 9 апреля 1945 года, всего за две недели до того, как солдаты 90-й и 97-й пехотных дивизий США освободили лагерь, за три недели до вхождения в Берлин советских войск и за месяц до капитуляции нацистской Германии.
Бонхёффера раздели и, обнажённого, привели на казённую площадку, где его повесили вместе с шестью другими. Это были: адмирал Вильгельм Канарис; генерал Ханс Остер, заместитель Канариса; генерал Карл Сак, военный юрист; генерал Фридрих фон Рабенау , бизнесмен Теодор Штрюнк; и немецкий боец сопротивления Людвиг Гере. Брат Бонхёффера Клаус Бонхёффер и его зять Рюдигер Шлейхер были казнены в Берлине в ночь с 22 на 23 апреля, когда советские войска уже вели бои в столице. Его шурин Ханс фон Донаньи был казнён в концентрационном лагере Заксенхаузен 9 апреля.
Эберхард Бетге, ученик и друг Бонхёффера, цитирует слова человека, который видел казнь:

Через полуоткрытую дверь помещения барачной постройки… я видел пастора Бонхёффера, опустившегося на колени в сокровенной молитве пред Господом Богом. Самоотверженный и проникновенный характер молитвы этого очень симпатичного человека сильно потряс меня. И на месте самой казни, произнеся краткую молитву, он мужественно взошёл по лестнице к виселице… За всю мою почти 50-летнюю врачебную деятельность я не видел человека, умиравшего в большей преданности Богу.
— 
Это традиционный рассказ о смерти Бонхёффера, который на протяжении десятилетий не подвергался сомнению. Однако многие недавние биографы видят проблемы в этой истории не из-за Бетге, а из-за его источника. Предполагаемым свидетелем был врач концентрационного лагеря Флоссенбюрг Герман Фишер-Хюльструнг, который, возможно, хотел свести к минимуму страдания осуждённых, чтобы уменьшить свою собственную вину в их казнях. Дж. Л. Ф. Могенсен, бывший заключённый в Флоссенбюрге, назвал время, которое потребовалось бы для завершения казни (почти шесть часов), а также отклонения от лагерной процедуры, которые, вероятно, не разрешались заключённым на столь позднем этапе войны, резкими несоответствиями с действительностью. Учитывая, что приговоры были подтверждены на самом высоком уровне нацистского правительства людьми, которые неоднократно пытали заключённых, осмелившихся бросить вызов режиму, более вероятно, что «физические детали смерти Бонхёффера могли быть гораздо более трудными, чем мы ранее предполагали».
Другие недавние критики традиционного мнения более скептичны. Один называет историю Фишера-Хюльструнга «к сожалению, ложью», ссылаясь на дополнительные фактические несоответствия; например, доктор описал Бонхёффера, поднимающегося по ступеням к петле, но во Флоссенбюрге у виселицы не было ступенек. Более того, похоже, что «Фишер-Хюльструнг занимался приведением в чувство политических заключённых после того, как они уже почти задохнулись на виселице, чтобы продлить агонию их смерти». Другой критик пишет о том, что «утверждение о Бонхёффере, преклоняющем колени в словесной молитве … принадлежит царству легенд».
Местонахождение останков Бонхёффера неизвестно. Его тело могло быть кремировано за пределами лагеря вместе с сотнями других недавно казнённых или мёртвых заключённых. Также его тело могло быть помещено американскими солдатами в одну из нескольких братских могил, в которых они хоронили непогребённые тела из лагеря.

## Теологические взгляды
После окончания Второй мировой войны в Германии было издано шеститомное собрание сочинений Бонхёффера (его письма из тюрьмы и главный труд «Этика», как считал сам Дитрих). Его теологические взгляды оказали большое влияние на пути развития христианского богословия XX века. Считал, что подлинное христианство требует преодоления разрыва между божественным, трансцендентным и земным, человеческим. Фигура Христа как богочеловека, по его мнению, воплощает в себе единство этих двух миров. Критиковал либеральную теологию, которая «предоставила миру право указывать Христу место в нём; в споре церкви и мира она пошла на полюбовное соглашение (на относительно мягких условиях), диктуемое миром», хотя и отмечал её сильную сторону — «она не пыталась обратить историю вспять, а приняла бой…, пусть и закончившийся поражением».

### Безрелигиозное христианство
Серьёзные споры вызывает его концепция «безрелигиозного христианства», о котором Дитрих начал писать с апреля 1944 года. Здесь, богословие Дитриха неизменно опиралось на концепцию воплощения, которая не бежала от мира, но считала мир благим Божьим творением, которым следует наслаждаться и любить его, а не спешить выйти за его пределы. Это было явлено человеку через искупительную жертву Иисуса Христа как акта гуманизма Бога. О «нерелигиозном христианстве» Бонхёффер писал: 
Времена, когда людям можно было что угодно растолковать при помощи слов — богословских или просто благочестивых — прошли, прошло также время погружения в себя, голоса совести, а значит, миновала и пора религии как таковой. Мы движемся к совершенно безрелигиозной эпохе, люди, какими они стали ныне, просто не могут оставаться религиозными. 
Многие мысли Бонхёффера смог популяризировать его ученик и друг Эбехард Бегте. Однако, иногда саму идею «безрелигиозного христианства» понимали не правильно, как идею «провозвестника поверхносного недиалектического модернизма», хотя мысль Бонхёффера была полностью сориентирована на Библию и на Христа.

### Совершеннолетний мир
Теолог делает вывод о том, что современный мир стал «совершеннолетним» (нем. die mündige Welt) и более не нуждается в Боге. Бонхёффер полагал, что в этом мире христианин должен молиться и «жить для других», совершать добрые дела, проявляя в этом свою веру. Он считал, что сокровенный смысл библейских понятий может быть донесён до современного человека, если их интерпретировать нерелигиозно. По его мнению, «быть христианином не означает быть религиозным в определённом смысле… а означает быть человеком».

## Память о Бонхёффере
В настоящее время Дитрих Бонхёффер является символом лютеранского мученичества в XX столетии. Его статуя, в числе изображений десяти христианских мучеников этого времени, помещена на западном фасаде Вестминстерского аббатства в Лондоне. Ряд приходских церквей названы в его память (Dietrich-Bonhoeffer-Kirche).
В память о Бонхёффере в Германии выпущена почтовая марка. Бонхёфферу посвящено одно из сочинений Оскара Готлиба Бларра (2006).
В 2006 году широко отмечалось столетие со дня рождения Бонхёффера. По словам главы Евангелической лютеранской церкви Германии епископа Вольфганга Хубера (одного из редакторов полного собрания сочинений Бонхёффера), «он — святой, в протестантском значении этого слова».
Жизнь Бонхёффера как пастора и богослова, который жил так, как проповедовал, оказала большое влияние и вдохновение для христиан самых разных деноминаций и идеологий, таких как движение против расизма под руководством Мартина Лютера Кинга-младшего, движение за гражданские права в Соединённых Штатах, антикоммунистическое демократическое движение в Восточной Европе во время холодной войны и движение против апартеида в Южной Африке.
Бонхёффер отмечен в литургических календарях нескольких христианских конфессий в годовщину своей смерти, 9 апреля. Среди них — англиканская церковь, где в некоторых общинах его считают мучеником, а в некоторых — нет. Его поминовение в литургическом календаре евангелической лютеранской церкви в Америке использует литургический белый цвет, который обычно используется для святых, не признанных мучениками. В 2008 году Генеральная конференция Объединённой методистской церкви, которая не перечисляет святых, официально признала Бонхёффера «современным мучеником». Он был первым человеком жившим после Реформации, который был признан мучеником, кроме него по состоянию на 2017 год мучеником был признан только один человек.
Немецкая евангелическая церковь в Сиденхэме, Лондон, в которой он проповедовал между 1933 и 1935 годами, была разрушена бомбардировкой в 1944 году. В 1958 году была построена новая церковь, названная в его честь «Кирха Дитриха Бонхёффера» (англ. Dietrich-Bonhoeffer-Kirche).
Реабилитирован Берлинским судом в августе 1996.

## Мнения
Протоиерей Александр Мень писал о Бонхёффере:

Когда Бонхёффер сидел в тюрьме, в нацистских условиях (он был привилегированным заключённым), он писал своим родным письма, и они составили целую книгу, которая произвела огромное впечатление на западный мир и на богословов в частности. Он говорил: я попал впервые в компанию людей, которые совершенно далеки от моей веры — там были коммунисты, там были вообще люди, чуждые ему. И он писал: «Я искал новый язык, новые слова, чтобы сказать им о главном — о евангельском, о вечном. Я тогда понял, что наш старый церковный язык годится только для нас, для узкого употребления, а для мира он недостаточен, мир вступил в другую культурную полосу». Бонхёффер считал, что мир стал совершеннолетним, и поэтому он может обходиться без священного. Я думаю, что он заблуждался. Потому что нельзя называть таким наш мир, который сходит с ума от политических мифов, — ведь он писал это во времена разгула гитлеризма, вскоре после сталинизма — ничего созревшего нет в нашем мире. Но всё-таки Бонхёффер был прав — в мире изменился культурный фон, язык надо искать другой.

## Труды
- Sanctorum communio (1927)
- Акт и бытие (Akt und Sein, 1930)
- Хождение вслед (Nachfolge, 1934)
- Жизнь сообща (Gemeinsames Leben, 1938)
- Этика (Ethik, 1949)
- Сопротивление и покорность (Widerstand und Ergebung, 1951)
- Бонхёффер, Д. Следуя Христу. — М: Бук Чембэр Интернэшнл, 1992.
- Бонхёффер, Д. Сопротивление и покорность / Пер. с нем. А. Б. Григорьева.; вступ. ст. Е. В. Барабанова. — М.: Прогресс, 1994.
- Бонхёффер, Д. Хождение вслед / Пер. с нем. Г. М. Дашевского. — М.: Рос. гос. гуманитар. ун-т, 2002. — C. 226. ISBN 5-7281-0382-0.
- Бонхёффер, Д. Жизнь в христианском общении / Пер. П. Ласточкина и Г. Ивановой; ред. М. Козлова.
- Бонхёффер, Д. Псалтирь — библейский молитвенник ; О душепопечении / Пер. с нем. А. Лейциной, Р. Штубеницкой. — М.: Нарния, 2006.
- Бонхёффер, Д. Сопротивление и покорность (Письма и заметки из тюремной камеры) // Вопросы философии. — 1989. — № 10. — С. 114—167. ; № 11. — С. 90-162.
- Бонхёффер, Д. Пища для ума (Фрагменты из тюремных писем) // Здравый смысл. — 2001. — № 17.